# Prospekt Giedymina w Wilnie
Prospekt Giedymina w Wilnie (lit. Gedimino prospektas) – jedna z większych i bardziej reprezentacyjnych ulic Wilna, częściowo przekształcona w deptak, ciągnąca się od placu Katedralnego do Wilii i łącząca wileńską Starówkę ze Zwierzyńcem, nazwana w 1989 na cześć wielkiego księcia Giedymina. 

## Historia
Ulica została wytyczona w 1836 jako Gieorgijewski Prospiekt – wzięła swą nazwę od znajdującego się przy niej kościoła św. Jerzego (wówczas zamienionego na cerkiew gieorgijewską), wśród wilnian popularnie zwano ją Jierkiem. W 1918 mieściła się tu siedziba Taryby. Po przejęciu władzy przez Polaków w 1922 ulicę nazwano imieniem Adama Mickiewicza, przez krótki czas nosiła nazwę alei Giedymina (1939-1940), by po aneksji Litwy do Związku Radzieckiego zostać przemianowana na Praspiekt Stalina (po 1956 Lenina). 
W 1989 ulica wróciła do swojej nazwy z okresu I Republiki Litewskiej. 

## Gedimino prospektas obecnie
Jest jednym z najpopularniejszych miejsc w Wilnie: zarówno dla turystów, jak i dla stałych mieszkańców. Znajdują się tu liczne sklepy, kawiarnie i restauracje. Swoją siedzibę na prospekcie mają instytucje rządowe, Sejm i trybunał konstytucyjny. 

## Interesujące obiekty
- d. Hotel Georges, obecnie funkcjonujący jako apartamentowiec